# Café la Renaissance
Pour les articles homonymes, voir La Renaissance.
Le café la Renaissance est un édifice situé à Alençon, en France.

## Localisation
L’édifice est situé dans le département français de l'Orne, 4 rue Saint-Blaise.

## Historique
Le café est attesté au milieu du XIXe siècle.
Un promoteur acquiert l'édifice en 2007 et le café ferme en mai 2008.
Les salles du rez-de-chaussée et leur décor peint sont inscrits au titre des monuments historiques depuis le 2 février 2009.
La réouverture des lieux est prévue pour l'été 2019 au mois de mai 2018.
Le 23 juin 2020, le groupe Desjouis, propriétaire de la brasserie [sic] La Renaissance, annonce la réhabilitation de La Renaissance. C’est le quatrième projet présenté en 10 ans.